# Bhīnmāl
Bhīnmāl är en ort i Indien.   Den ligger i distriktet Jalore och delstaten Rajasthan, i den västra delen av landet, 600 km sydväst om huvudstaden New Delhi. Bhīnmāl ligger 153 meter över havet och antalet invånare är 42 863.
Terrängen runt Bhīnmāl är platt. Runt Bhīnmāl är det ganska tätbefolkat, med 139 invånare per kvadratkilometer. Det finns inga andra samhällen i närheten. Trakten runt Bhīnmāl består till största delen av jordbruksmark.